# Geschwindigkeitswarnanlage

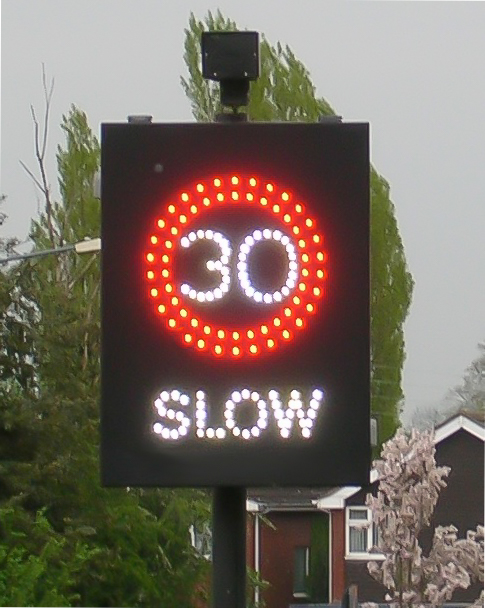
Englischsprachige Geschwindigkeitswarnanlage (slow für langsam)

Eine Geschwindigkeitswarnanlage (kurz GWA) ist eine technische Vorrichtung am Straßenrand, die dazu dient, Fahrzeugführer bei überhöhter Fahrgeschwindigkeit auf eine geltende Geschwindigkeitsbegrenzung hinzuweisen. Durch einen Sensor wird die gefahrene Geschwindigkeit erfasst, und bei Überschreitung um einen definierten Betrag leuchtet das entsprechende Verkehrszeichen auf. Diese Anlagen dienen nicht der Verkehrsüberwachung. Außerdem sind sie nicht mit Geschwindigkeitsanzeigeanlagen zu verwechseln.

## Normen und Standards in Deutschland
- Forschungsgesellschaft für Straßen- und Verkehrswesen (Hrsg.): Hinweise für Planung und Einsatz von Geschwindigkeitswarnanlagen. FGSV-Verlag, Köln 2001